# Институт звукового дизайна
Институт звукового дизайна — ведущая платформа в области звукового дизайна в России и странах СНГ. Институт ведет образовательную, исследовательскую и производственную деятельность, направленную на развитие рынка звуковых решений в области современных технологий и медиа.
Исследованиями Института звукового дизайна активно интересуются Архивная копия от 18 мая 2021 на Wayback Machine ведущие брендинговые и коммуникационные агентства России: Landor, SmartHeart, AIC, CreativePeople, Gray, Лаборатория AlfaLab Альфабанка, MST, ADV, RTA Moscow, Mosaic, BBDO.

## История
В 2015 году Институт звукового дизайна основал медиа-продюсер, композитор и саунд-дизайнер, Василий Филатов. После успешной карьеры в качестве микс-инженера студии United Multimedia Projects и ведущего саунд-дизайнера киностудии им. Горького, им было принято решение по формированию новой школы профессионалов в области звукового дизайна. Динамично развивающаяся индустрия современных медиа: компьютерных игр, интерактивных фильмов, моушн-дизайна требовала новых кадров и новых подходов к образовательному процессу.
После разработки первого авторского курса, реализованного на базе Московской школы кино, ScreamSchool и RealTime School, в 2015 Василий Филатов создает независимое образовательное учреждение: "Институт звукового дизайна". Отсутствие финансовых партнеров «является сдерживающим фактором, но дает возможность постоянного совершенствования образовательной программы и формирования новых кадров для современной, только появляющейся профессии «саунд-дизайнер». По замыслу автора, Институт должен стать экспериментальной площадкой для развития и реализации творческих способностей свободно мыслящих людей. Ключевая цель Института звукового дизайна — развитие сообщества, через исследования и работу над проектами реального рынка».

## Институт
Институт задает стандарты в области современного образования. В Институте звукового дизайна разрабатывают гибкие методики преподавания, учебные программы и стандарты качества для формирования актуальных кадров на рынке труда. Команда постоянно развивается, повышает квалификацию, впитывает и внедряет успешные образовательные практики. Миссия Института — сделать образование интересным и увлекательным процессом, который позволяет выпускникам профессионально занимается любимым делом и получать за это достойную оплату. На сегодняшний день в Институте четыре направления обучения: звуковой дизайн в аудиовизуальных медиа, интерактивный звуковой дизайн, написание современной электронной музыки, музыка в аудиовизуальных медиа. В работе Исследовательской лаборатории принимают участие эксперты и выпускники Института.

## Образовательная деятельность
В настоящее время Институт реализует образовательные программы по четырем направлениям:
- Звуковой дизайн в аудио-визуальных медиа
- Интерактивный звуковой дизайн
- Написание современной музыки
- Музыка в аудиовизуальных медиа

## Эксперты
В качестве экспертов Института звукового дизайна в разное время принимали участие известные деятели искусств: звукорежиссер Игорь Бардашев, историк музыки и ведущий программы "Функции фанка" на Megapolis FM Анатолий Айс, аудио-программист Александр Дмитриев, обладатель Clio Award Михаил Афанасьев, концертный звукорежиссер Алексей Белый, Александр Воробьев, продюсер музыкальных клипов Алексей Дубровин, актер и режиссер Николай Ковбас, музыкальный продюсер Александр Лейфа, (Lay-Far), мастеринг-инженер Илья Мазаев, основатель и ведущий эксперт консультационного бюро InSimple Алексей Николаев, музыкальный продюсер Илья Цветков, основатель компании по производству модульных синтезаторов SSSR Labs Дмитрий Штатнов, композитор и обладатель премии "Золотой орел" Александр Вартанов, звукорежиссер Илья Лукашев и многие другие.
Основа обучения — передача опыта. Эксперты Института сотрудничают Архивная копия от 29 апреля 2020 на Wayback Machine с музыкальными коллективами Tesla Boy, «АукцЫон», Би-2, Валерий Сюткин, Вася Обломов, Владимир Пресняков, Дидюля, «Нервы», «Наив», Jukebox Trio, SunSay.

## Общественная деятельность
В 2015 году под эгидой Института звукового дизайна основан фестиваль День звука в России — Sound Sunday, который состоялся в киноцентре "Красный октябрь". Информационную поддержку оказали ведущие национальные СМИ.
Директор Института и ведущие эксперты постоянно проводят открытые лекции под эгидой открытой образовательной программы Института для представителей кино- , рекламного-, анимационного-, игровых рынков. Открытые лекции проходили в агентствах BBDO, Creative People. Институт является образовательным партнером конференций DevGamm, GamesGathering, DevsGo, MusikMesse Frankfurt, MusikMesse Moscow, NAMM Show (Los Angeles), A3E Conference, а также принимал участие в качестве организации, курирующей дискуссионную панель на Санкт-Петербургском культурном форуме.

## Исследовательская и проектная деятельность
В 2016 году в Институте была создана Лаборатория звукового дизайна — исследовательский и производственный центр Исследования Лаборатории звукового дизайна ведутся в направлениях “Генеративная музыка”, “Здоровье человечества”, “Электротранспорт”, “Безопасный город”, “VR/AR”, “Цифровые интерфейсы”.  Эксперты передают студентам свой опыт в ходе практики на реальных международных кейсах. Студенты учатся создавать звуковой и музыкальный контент — от компьютерных игр и мобильных приложений до полнометражных фильмов и интерактивных шоу.
Институт ведет активную просветительскую деятельность, организуя бесплатные мастер-классы и семинары на медиа-фестивалях и культурных центрах. Доклад о современном образовании в области звукового дизайна и музыки прозвучал в Аналитическом центре при Правительстве Российской Федерации, Общественной палате Российской Федерации.
В 2019 году основатель Института, Василий Филатов выступил с лекцией на тему “Образование будущего” на международной конференции MusikMesse 2019 во Франкфурте. В начале 2020 года он презентовал проект генеративного звучания электротранспорта “AutoVoice” на крупнейшей в мире конференции, посвященной звуку и музыке NAMM Show.

## Партнерство с образовательными центрами
Academy of Art University — калифорнийский университет (США, Калифорния)
Школа "Клипмейкер" (Россия, Москва)
Школа "Movieband" Архивная копия от 1 декабря 2020 на Wayback Machine (Россия, Москва)
Московская школа нового кино (Россия, Москва)
Высшая школа кино АРКА (Россия, Москва)
Высшие курсы сценаристов и режиссеров (Россия, Москва)
Молодежный центр Союза кинематографистов

## Практика
В процессе обучения, студенты создают портфолио на реальных проектах рынка:
- учащиеся направления «Создание современной музыки» получают возможность релиза собственных треков в короткометражных фильмах и компьютерных играх
- студенты на регулярной основе получают задания на запись, обработку, программирование и сведение звука
- все работы обсуждаются с куратором лично и доработаются студентами в течение учебного года
- студенты факультета «Звуковой дизайн в аудиовизуальных медиа» проходят практику на реальных съемочных площадках студий-партнеров Института

## Награды
Кураторы и преподаватели Института — обладатели международных наград, включая: NY Advertising Award, Clio Award, IGN Award, Золотой орел